# Pace non trovo, et non ò da far guerra
'Pace non trovo, et non ò da far guerra è la centotrentaquattresima lirica (RVF 134), nonché il sonetto CIII (103), del Canzoniere di Francesco Petrarca, il sonetto mette in scena le contraddizioni e i paradossi dell’amore attraverso una fitta serie di antitesi, che rappresentano uno stato conflittuale permanente e senza sbocchi.

## Testo e parafrasi
| Testo | Parafrasi |
| --- | --- |
| Pace non trovo, et non ò da far guerra; e temo, et spero; et ardo, et son un ghiaccio; et volo sopra ’l cielo, et giaccio in terra; et nulla stringo, et tutto ’l mondo abbraccio. Tal m’à in pregion, che non m’apre né serra, né per suo mi riten né scioglie il laccio; et non m’ancide Amore, et non mi sferra; né mi vuol vivo, né mi trae d’impaccio. Veggio senza occhi, et non ò lingua et grido; et bramo di perir, et cheggio aita; et ò in odio me stesso, et amo altrui. Pascomi di dolor, piangendo rido; egualmente mi spiace morte et vita: in questo stato son, donna, per voi. | Non trovo pace, e non ho ragione per fare guerra; e temo, spero, ardo e sono impassibile; e volo sopra il cielo, e mi giaccio inerte a terra; e non possiedo niente, e abbraccio tutto il mondo. Tale mi tiene in prigione, che non mi libera né mi rinchiude, né mi trattiene come suo, ne scioglie i vincoli; e Amore non mi uccide e non mi toglie il ferro, non mi vuole vivo, ma al contempo non mi salva. Vedo senza occhi, e non ho lingua eppure grido; e desidero di morire, e chiedo aiuto; e odio me stesso, e amo altri da me. Mi alimento di dolore, rido tra le lacrime; allo stesso modo ho in odio la morte e la vita: e in questa condizione mi trovo, o donna, a causa vostra. |

## Struttura metrica
Il sonetto è costituito da 14 versi, divisi in quattro strofe: 2 quartine e 2 terzine. Le rime sono costituite secondo lo schema metrico ABAB-ABAB; CDE-CDE.